# 世界開発協力機構
特定非営利活動法人世界開発協力機構（せかいかいはつきょうりょくきこう　Worldwide Support for Development、略称：WSD）は神道系新宗教ワールドメイト教祖・半田晴久（深見東州）が総裁を務める日本のNPO法人。半田が代表を務める株式会社ミスズの本社3階に本部が在る。

## 概要
2008年に、東京都認証の特定非営利活動法人（NPO法人）として設立。経済的・社会的困難にある人々の援助、福祉・学術・教育支援や国際交流支援、国際協力支援等を行うことを目的とする。

## 組織
役員(2025年5月10日時点)
- 名誉総裁： ジョン・キー(元オーストラリア首相)、エンダ・ケニー(元アイルランド首相)、スコット・モリソン(元オーストラリア首相)
- 総裁： 半田晴久(深見東州)
- 副総裁： ティム・ランケスター
- 理事： ノロドム・シリウッド、カオ・キム・ホルン、ラルフ・コッサ

### 過去の役員
- 副総裁： 伊藤憲一
- 理事長： 井上康道

## 主な主催・共催活動
世界オピニオンリーダーズサミット

スポーツ平和サミット

## 主な支援活動

### 国際福祉支援
- カンボジア赤十字社支援
- 2009年、ラオス台風洪水被害支援
- ラオス人材開発・医療分野のおける協力支援として看護学校や母子病院建設[3]
- 東ティモールのソーラーランタンの普及活動（コペルニク・ソリューションズ ライトアップ・オクシエ計画）への支援[3]
- 2012年、日本工業新聞社と産経新聞社主催による、カンボジア、タイ、ベトナム、ミャンマー、ラオスとの交流事業「アジア・ビジネスプロジェクト」第1期生の実施を支援[4]
- 2014年12月9日に、東京芸術財団主催、国際スポーツ振興協会共催で、椿山荘で行われた「X'mas チャリティ・プロレス・ディナーショー!」を共同で運営支援した[5]。収益金をサンタバリーへ寄付し、感謝状を授与している[6]。

### 国際学術支援
- オックスフォード大学コーパス・クリスティ・カレッジ医学フェローシップ支援[3]

### 国際会議支援
- 2009年9月〜2010年4月カンボジア国際会議『ブリッジ』を開催支援[7]
- 2009年11月29〜30日「日本・エジプトフォーラム」開催支援[3]

## 主な協力団体
列国議会同盟(IPU)
2013年9月、アジア地域での民主主義の強化を行うプロジェクトを行う列国議会同盟(IPU)との協定調印式を執り行った。アジア地域の議会には、全く女性議員が存在しない国もあることから、議会へのジェンダー（女性）や若者参画を促し議会能力を強化することに焦点を当てている。
2015年5月30日には、列国議会同盟（IPU）との共催で、東京ビッグサイト国際会議場において「グローバル・オピニオン・サミット」を入場料無料で開催した。これは「世界の若い議員と語り合う」を目的としたサミットで、司会兼モデレーターを総裁の半田晴久が務め、日本からは城内実・原口一博・平沢勝栄・松木謙公が参加し、副総裁の伊藤憲一がオブザーバーとなったものである。
パシフィックフォーラム CSIS
WSD-Handa フェローシッププログラムにより、ヤングリーダーがパシフィックフォーラム CSISの運営に携わったり、主催する国際会議に参加するなどにより実践経験を積むプログラムへの支援をしている。
ハンダ・テロリズム・ポリティカルバイオレンス研究センター
セント・アンドルーズ大学に所属するハンダ・テロリズム・ポリティカルバイオレンス研究センターにおいて、テロリズムやポリティカルバイオレンスを研究するための国際会議を支援したり、研究生の奨学金を支援している。
在福岡カンボジア王国特別領事館
2009年から2017年まで在福岡カンボジア王国名誉領事館がカンボジア遊学性を募集し、毎年5人程度をカンボジアへの短期留学に派遣する事業を協賛していた。

## テレビ番組
- 「世界の医療と、国際政治」（ナショナルジオグラフィックチャンネル、2016年5月22日13:00-13:30、5月24日09:00-09:30）